# バリオバーン (ヘルシンキ市電)
この項目では、各鉄道車両メーカーが展開する路面電車向け車両（超低床電車）のバリオバーン（バリオトラム）のうち、フィンランドのヘルシンキ市電に導入された車両について解説する。1998年から2004年まで40両が導入されたが、ヘルシンキ市電の線形条件に適さなかった事から故障が頻発し、2018年までに全車営業運転から離脱した。

## 概要・運用
フィンランドの首都・ヘルシンキ市内を走るヘルシンキ市電で初となる、車内全体（100 %）が低床構造となっている超低床電車。1998年に最初の車両が製造され、翌1999年から営業運転に投入された。中間に台車がないフローティング車体を挟んだ片運転台の5車体連接車で、床上高さ380 mmの低床構造を実現させるため台車は車軸がない独立車輪式台車が用いられ、主電動機は各車輪の外側に1基ずつ設置されていた（ハブモーター方式）。
製造当初はアドトランツがフィンランドの国内企業であるトランステック（現：シュコダ・トランスポーテーション）と共に製造を実施していたが、2001年にアドトランツがボンバルディア・トランスポーテーションへ吸収されて以降は同社が製造を担当した。
2004年までに40両（201 - 240）が導入されたが、営業開始当初からバリオバーンは故障や破損を頻発するという大きな問題を抱えていた。ヘルシンキ市電各所にある急カーブを走行する際、回転軸がない台車を有したバリオバーンは車輪に大きな負担がかかり従来の車両から非常に速い頻度で摩耗が発生した他、線路への負担も大きかった。更に車体の台枠にも亀裂が発生し、導入から10年が経過した2010年代中盤時点でも多数の車両が運用から離脱する事態となり、ドイツの路面電車路線で引退した旧型電車（デュワグカー）を急遽譲受するにまで至った。
製造を担当したボンバルディアはバリオバーンの修繕を実施し、2006年から2007年には連接部や台車の交換も実施された他、2008年以降はヘルシンキ市電を運営するヘルシンキ市交通局との間で10年間の保守に関する契約が結ばれ、運休した車両に応じてボンバルディアが罰金を支払い修繕を実施する事が義務付けられた。だが、それでも低い信頼性の改善には至らず、2017年11月に両者はバリオバーンを営業運転から撤退させる事で合意し、保守契約の期限が切れた2018年までに全車とも営業運転から撤退した。その後はヘルシンキ市電の各車庫で長年留置されており、2021年にはポーランドのウッチ市電（ウッチ）で2両が試運転を実施したが、実際の営業運転に用いられる事は無かった。

## ギャラリー

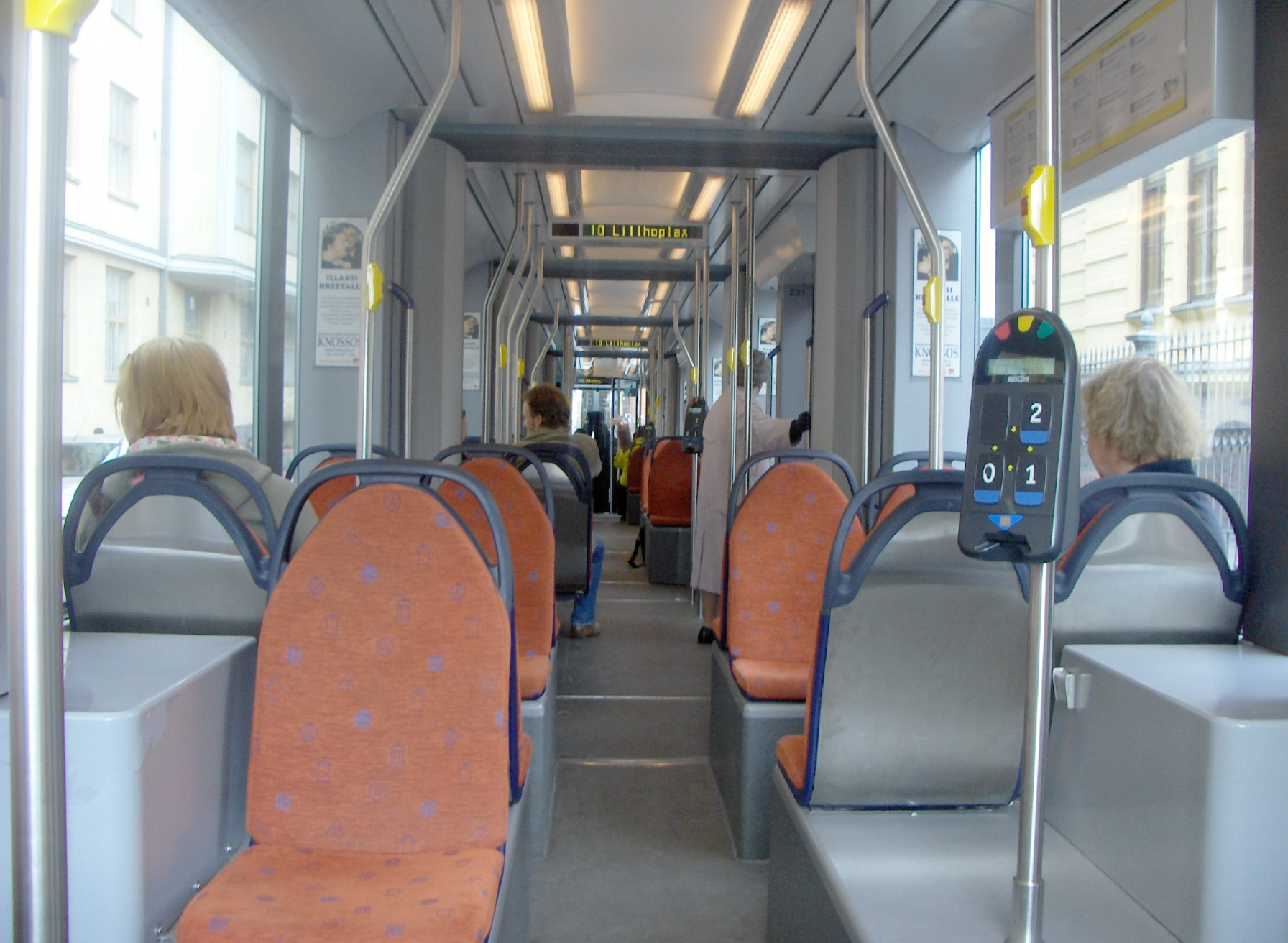
車内
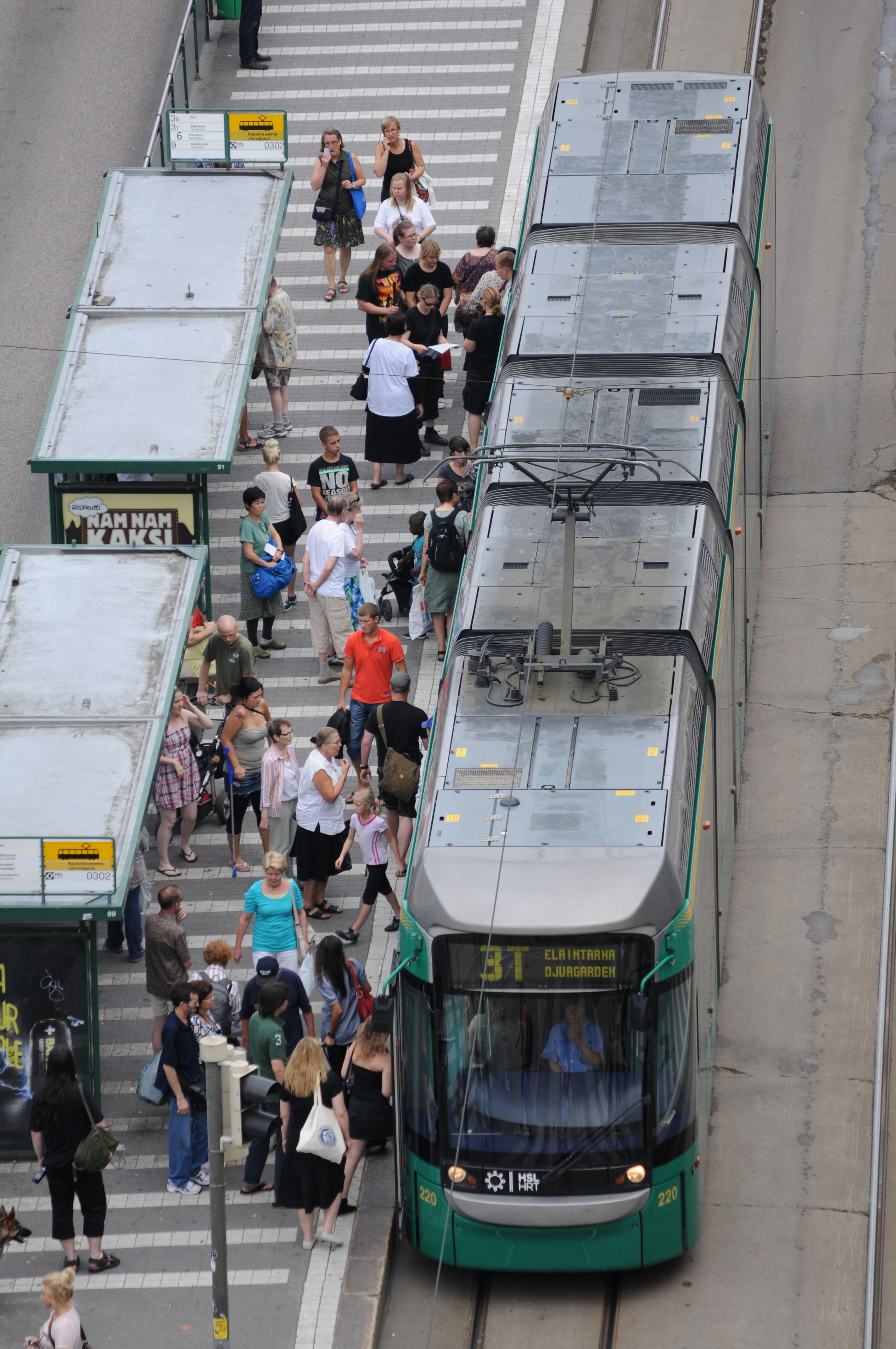
屋根上（2011年撮影）
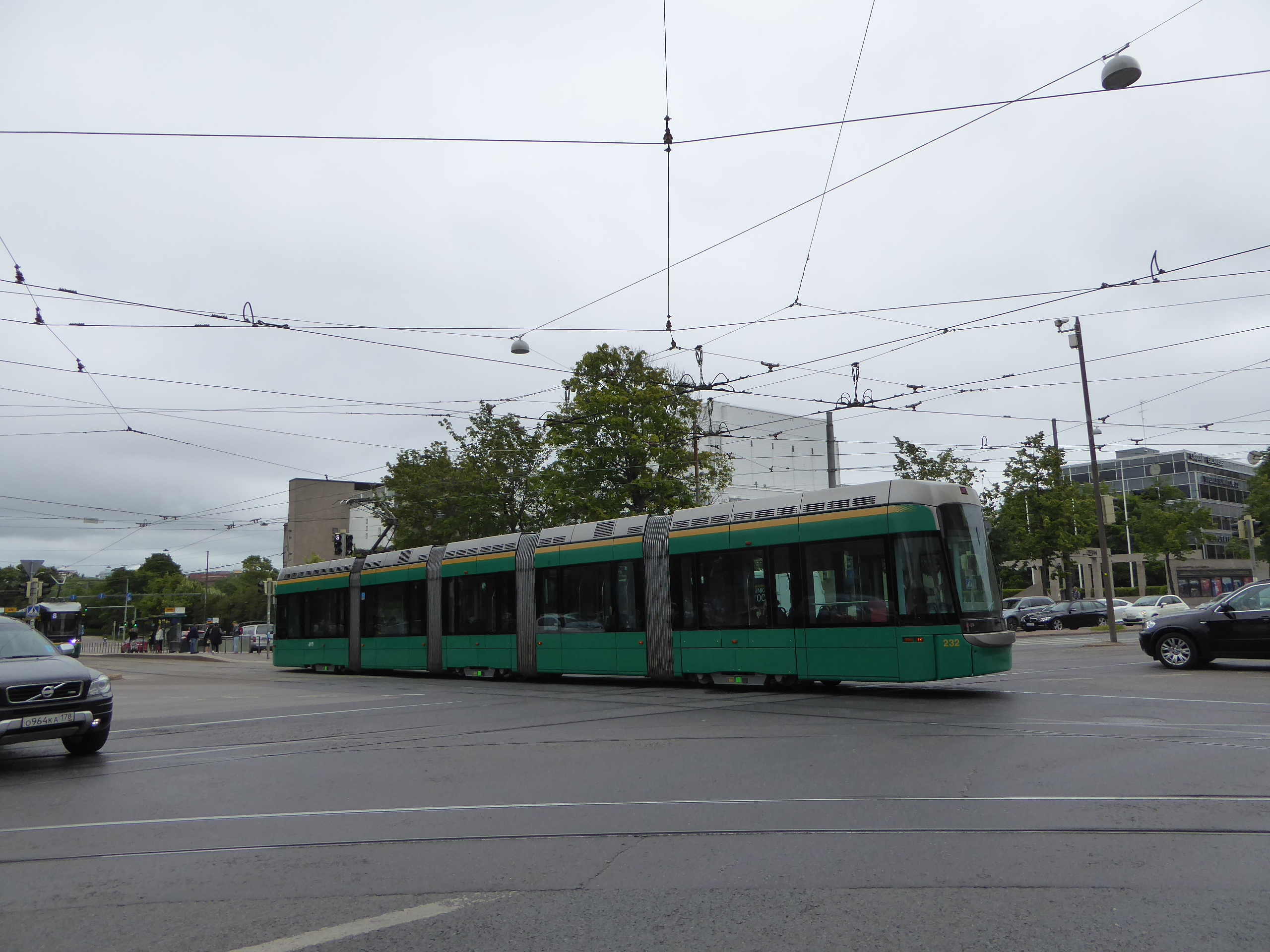
後方（2018年撮影）
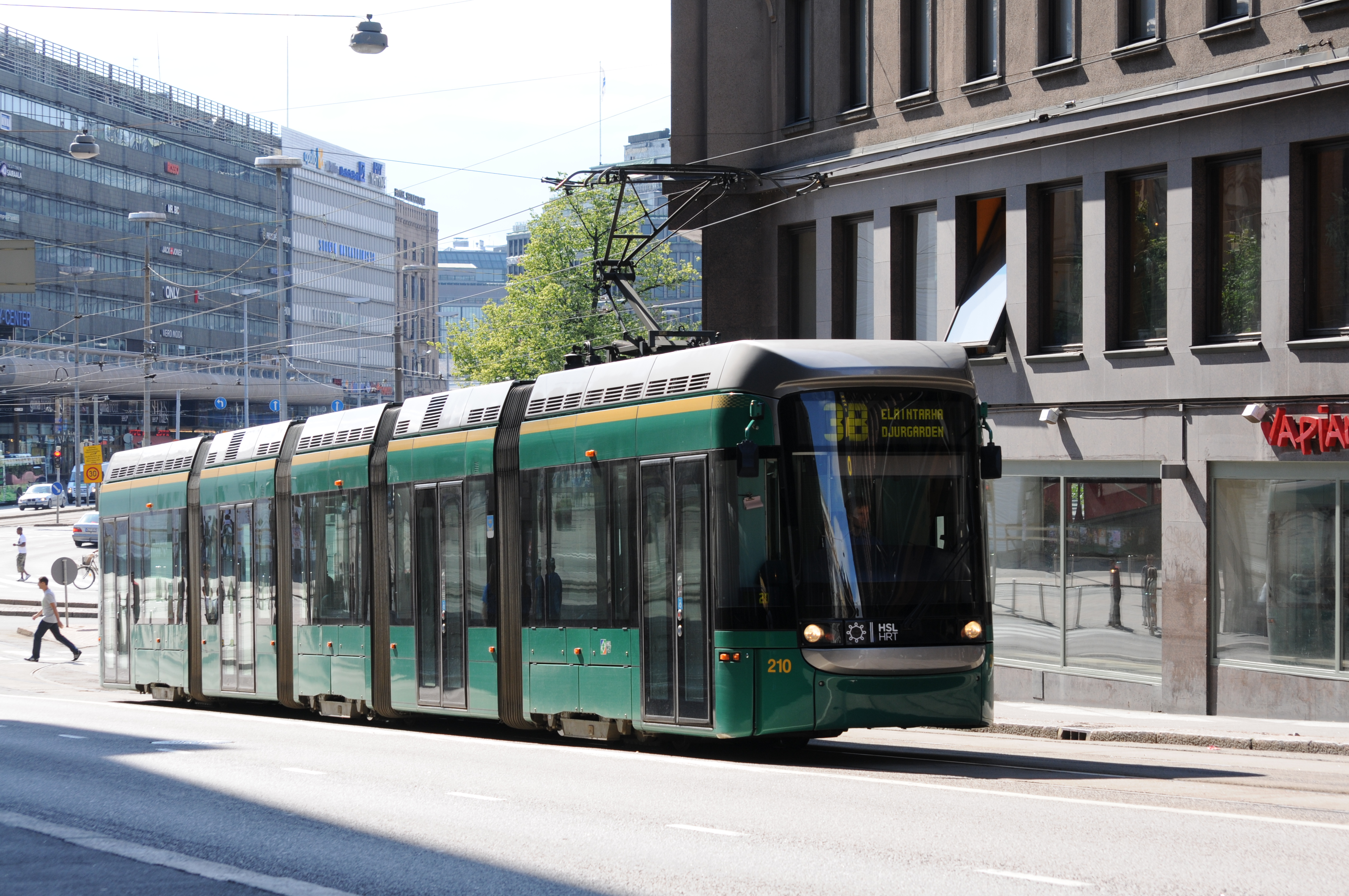
乗降扉は右側にのみ設置されていた（2011年撮影）
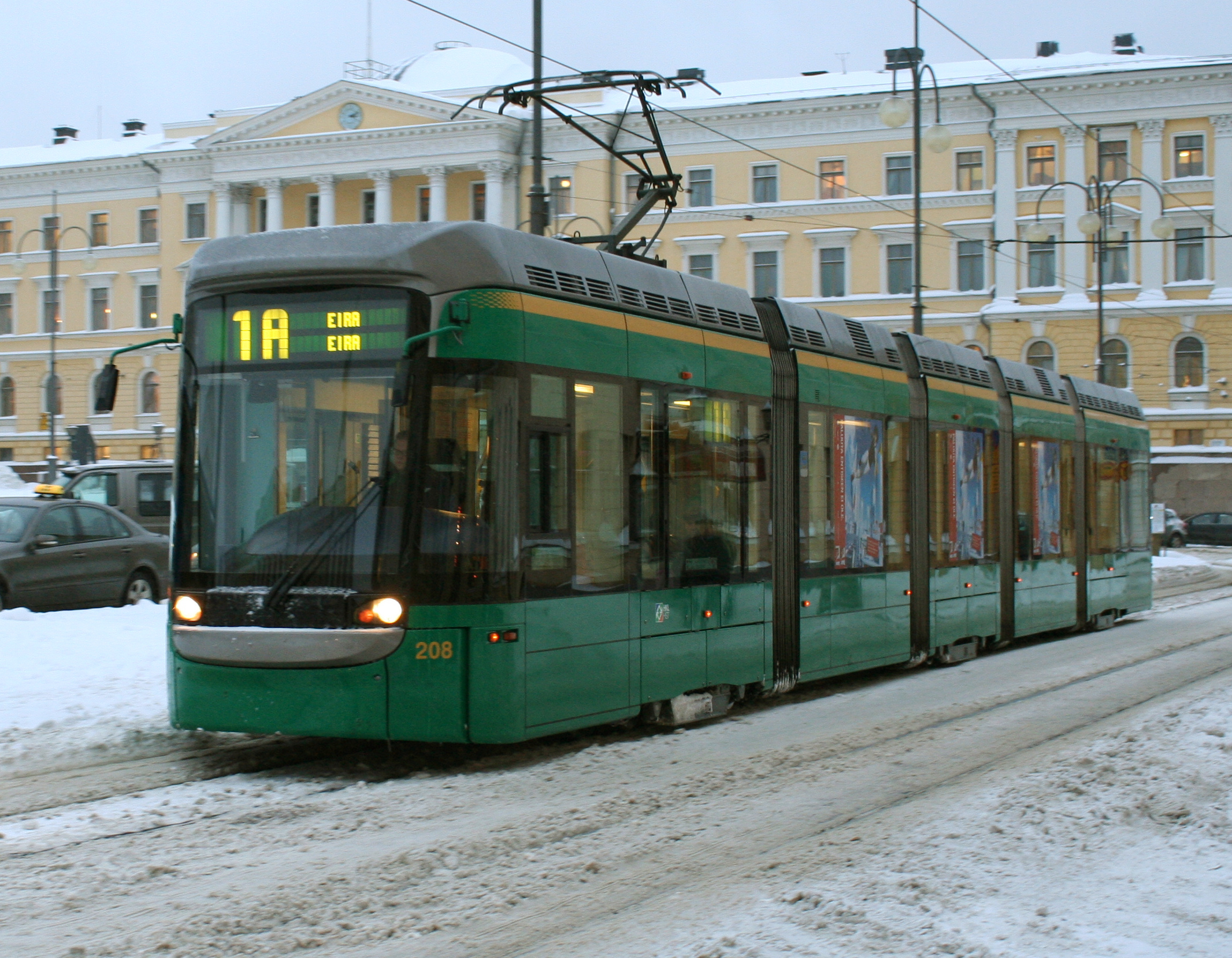
冬のヘルシンキ市内を走行する208（2008年撮影）
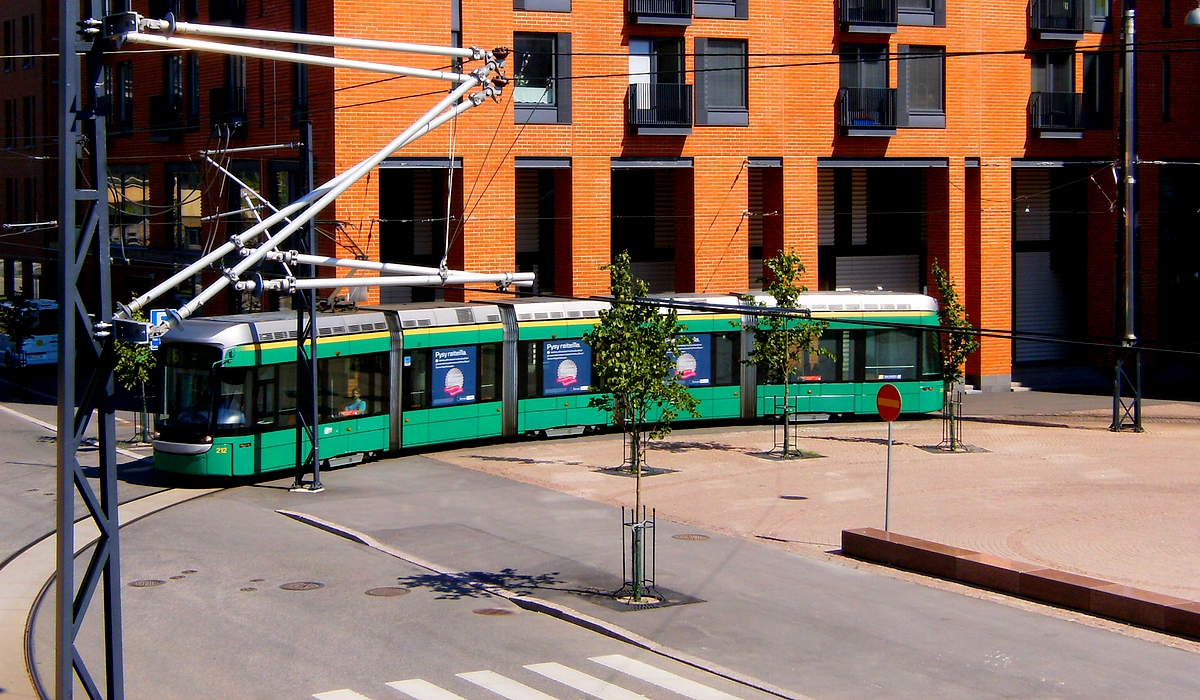
急カーブを走行するバリオバーン（2008年撮影）

## 関連項目

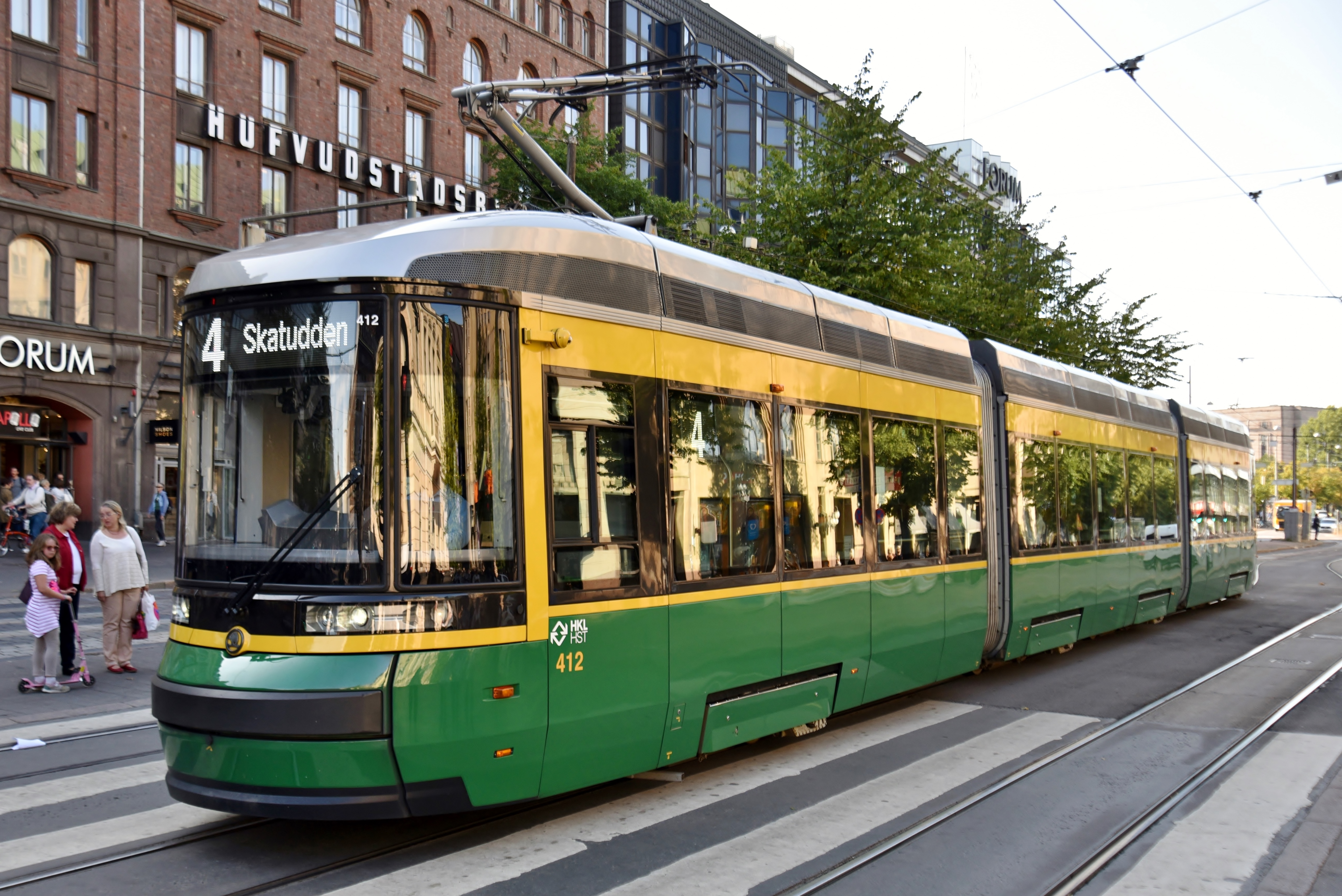
アーティック（2019年撮影）